# Dia Nacional del Perdó
El Dia Nacional del Perdó (anglès: National Sorry Day), oficialment el Dia Nacional de la Curació (anglès: National Day of Healing), és un esdeveniment anual que se celebra el 26 de maig a Austràlia en commemoració de les generacions robades. La diada forma part del procés de reconciliació entre els australians indígenes i els no indígenes.
Es va celebrar per primera vegada en el primer aniversari del report «Bringing Them Home» (1997), que va examinar les pràctiques i polítiques governamentals que van conduir a les generacions robades i va recomanar d'oferir suport i reparacions a la població indígena des de les institucions. El 2008, en la data assenyalada, el primer ministre Kevin Rudd va presentar una disculpa formal en nom del govern federal als indígenes australians pel maltractament infligit. El Dia Nacional del Perdó ha inspirat molts altres actes públics de solidaritat i suport a la reconciliació.
També s'hi han fet protestes amb l'argument que els nens indígenes encara són forçosament reubicats sota el sistema de protecció infantil vigent, enfront de la qual cosa els sistemes governamentals no els han ofert el suport adequat. Encara que hi ha hagut esforços dels governs estatals, per ara no s'han realitzat reparacions a escala nacional.

## Història
El Dia Nacional del Perdó és un esdeveniment anual del 26 de maig a Austràlia. Commemora les generacions robades, és a dir, els infants dels aborígens australians i dels illencs de l'estret de Torres que van ser separats per la força de les seves famílies en un intent d'assimilar-los a la cultura australiana blanca entre el final del segle xix i al llarg del segle xx.

### «Bringing Them Home» i història de les reparacions governamentals
El Dia Nacional del Perdó va ser celebrat per primera vegada per una coalició de grups comunitaris australians el 26 de maig de 1998. Entre d'altres, el líder indígena Bob Randall i la seva filla Dorothea van actuar en la commemoració, que es va fixar un any després que el report «Bringing Them Home» del 1997 fos presentat al parlament australià. El report va ser el resultat d'una investigació sobre les polítiques i pràctiques governamentals que van conduir al fenomen de les generacions robades. Entre les 54 propostes que feia, incloïa la d'assignar fons per als serveis curatius indígenes i proporcionar reparacions a les famílies i a les víctimes en forma de disculpes formals.
Entre el mateix 1997 i el 2001 hi va haver alguns governs estatals i territorials que van oferir disculpes a la comunitat aborigen d'Austràlia. Tanmateix, pel que fa al govern federal, el primer ministre John Howard es va negar a demanar disculpes i va afirmar que no creia que s'hagués comès un genocidi contra els indígenes australians. El 1999, va aprovar una moció de reconciliació en què expressava «un profund i sincer malestar per les injustícies sofertes pels aborígens sota les pràctiques de les generacions passades», però va al·legar que «no era responsable de les accions dels governs anteriors» i que «admetre aquella mena d'errors podria induir a demanar compensacions». En canvi, el seu successor, Kevin Rudd, sí que va emetre una disculpa formal als indígenes el febrer del 2008 en nom del govern federal, per primera vegada en la història d'Austràlia. Així i tot, a partir d'aquest fet, les organitzacions aborígens i els seus simpatitzants van continuar manifestant-se a favor d'establir mesures efectives de reparació per als afectats, com ara les indicades pel report «Bringing Them Home», perquè, de fet, moltes no s'han dut a terme o només s'han implementat parcialment. Els que es manifesten pel Dia Nacional del Perdó també argumenten que la separació dels infants de les famílies indígenes encara és una pràctica comuna sota els auspicis de la protecció infantil, ja que els nens indígenes estan sobrerepresentats en el sistema de protecció infantil i l'atenció residencial. El nombre d'infants indígenes acollits va passar de 9.070 el 2008 a vora 18.900 el 2022. No s'han realitzat reparacions a escala nacional, tot i que hi ha hagut compensacions monetàries en alguns estats i territoris d'Austràlia. El 2022, a un article de The Conversation, el professor Bronwyn Carlson va constatar que molts membres de les generacions robades havien mort abans de poder rebre les compensacions corresponents i que aquestes no es podien enviar a les seves famílies. El 2023, ABC News va informar que els indígenes australians s'havien enfrontat a abusos per part de la comunitat no indígena durant el Dia Nacional del Perdó que qüestionava per què havien de demanar disculpes.
El 2005, el Comitè Nacional del Dia del Perdó va canviar el nom de la diada a Dia Nacional de la Curació, a través d'una moció presentada al Parlament pel senador Aden Ridgeway. En paraules seves, «el dia se centrarà en la curació necessària de tota la societat australiana si volem aconseguir la reconciliació».

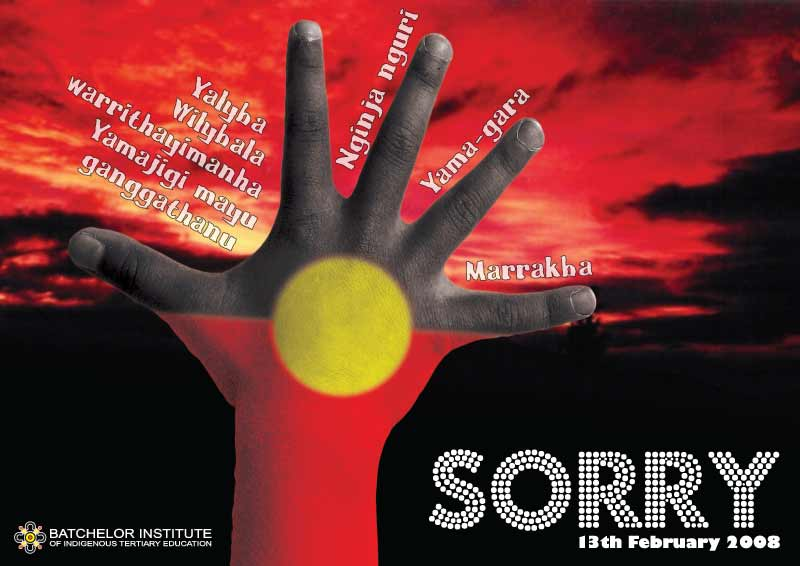
Cartell commemoratiu del 2008.

### Actes de reconciliació pública
L'informe «Bringing Them Home» ha inspirat molts actes públics de reconciliació. El 28 de maig del 2000, més de 250.000 persones, tant indígenes com no indígenes, van participar en una passejada pel pont de la Badia de Sydney organitzada pel Consell per a la Reconciliació Aborigen per a protestar per la manca de disculpa formal del govern als pobles indígenes, per a mostrar solidaritat i per a conscienciar la població australiana. Aquell mateix dia, un avió va sobrevolar el pont traçant en blanc el mot «sorry» (lit. ‘perdó’).
L'Uluru Statement from the Heart, que pretenia crear un òrgan aborigen en el govern i provocaria el referèndum constitucional del 2023, es va publicar el Dia Nacional del Perdó del 2017.